# Шоу, Норман
Ричард Норман Шоу (англ. Richard Norman Shaw; 7 мая 1831, Эдинбург — 17 ноября 1912, Лондон) — английский архитектор. 

## Биография
Родился 7 мая 1831 года в Шотландии, в Эдинбурге, в семье ирландского протестанта. 
С 1846 года жил и работал в Лондоне. Работал чертёжником в разных архитектурных фирмах. С 1854 года слушал лекции по архитектуре Чарлза Роберта Кокерелла в Королевской Академии художеств. В 1854—1856 годах, получив стипендию Королевской Академии, путешествовал по Франции, Италии и Германии. В 1858 году издал свои путевые рисунки в альбоме под заглавием «Архитектурные зарисовки с континента» (Architectural Sketches from the Continent).
В 1863—1876 годах Ричард Норман Шоу работал вместе с архитектором Уильямом Несфилдом. Они проектировали и строили небольшие загородные дома в «староанглийском стиле», или «стиле коттеджа», характерном для викторианской эпохи, в Суссексе, Нортумберленде, Хэрроу, Дорсете, Шроншире. Этот стиль предполагает использование традиционной фахверковой конструкции с заполнением из красного кирпича и ордерных элементов из дерева, выкрашенного белой краской (под белый камень). В этом здания «староанглийского стиля» схожи с традиционной архитектурой Голландии, Дании и северной Германии. Иногда этот стиль называют стилем королевы Анны (правившей в 1702—1714 годах). Внешнее сходство существует, но отождествление этих стилей противоречит их хронологии.
В Лондоне Шоу строил административные и жилые здания, в том числе Новый Скотланд Ярд (1877—1890), и шестнадцать церквей, многие — в стиле готического возрождения.
В 1872 году Шоу был избран ассоциированным членом Королевской Академии художеств, а в 1877 году — полноправным членом. В 1878 году Шоу опубликовал книгу «Наброски коттеджей и других зданий», в которой дана типология композиций общественных зданий для сельской местности. В 1892 году вместе с сэром Томасом Джексоном опубликовал сборник эссе «Архитектура, профессия или искусство?» (Architecture, a profession or an Art?). Норман Шоу считал архитектуру высоким искусством и в поздние годы в своем творчестве перешёл к стилю, позднее названному эдвардианским неоклассицизмом 1900—1910-х годов (по имени сына королевы Виктории, короля Великобритании и Ирландии Эдуарда VII в 1901—1910 годах).